# Dąbrówka Mała (Dąbrówka)
Dąbrówka Mała (Stefanowo) – części wsi Dąbrówka w Polsce, położona w województwie warmińsko-mazurskim, w powiecie piskim, w gminie Orzysz.
W latach 1975–1998 Dąbrówka Mała należała administracyjnie do województwa suwalskiego.
Alternatywną nazwą jest Stefanowo.